# Kosyrewsk
Kosyrewsk (russisch Козыре́вск) ist ein Dorf mit 1241 Einwohnern (Stand 14. Oktober 2010) auf der Halbinsel Kamtschatka (Russland). Der Ort besteht hauptsächlich aus Holzhäusern niedriger Bauart.

## Ortslage
Das Dorf liegt etwa 400 Kilometer nördlich von Petropawlowsk-Kamtschatski im Rajon Ust-Kamtschatsk der Region Kamtschatka. Kosyrewsk liegt westlich der Hauptstraße Petropawlowsk – Kljutschi – Ust-Kamtschatsk am Fluss Kamtschatka.
In östlicher Richtung führt ein Weg zum Naturpark Kljutschewskoi mit dem 50 Kilometer entfernten Vulkan Kljutschewskaja Sopka sowie den Aschefeldern des Vulkans Tolbatschik in 70 Kilometer Entfernung von Kosyrewsk.

## Bevölkerungsentwicklung
| Jahr | Einwohner |
| ---- | --------- |
| 1959 | 4230      |
| 1970 | 2822      |
| 1979 | 2309      |
| 1989 | 2295      |
| 2002 | 1531      |
| 2010 | 1241      |

Anmerkung: Volkszählungsdaten

## Persönlichkeiten
- Wassili Bessmelnizyn (* 1975), Skirennläufer